# Королевская чета, оплакивающая смерть дочери
«Королевская чета, оплакивающая смерть дочери» — картина немецкого художника Карла Фридриха Лессинга из собрания Государственного Эрмитажа.
На картине изображены пожилой мужчина и женщина, сидящие в часовне на каменных ступенях возле окна или арки. На них широкие одеяния и они держатся за руки, справа статуя Маргариты Антиохийской с молитвенно сложенными руками, у её ног — щит с изображением дракона, традиционный атрибут святой. За их спинами справа виден гроб на пьедестале, покрытый тёмной тканью, сверху лежит небольшой венок. Справа внизу на основании колонны подпись художника в виде монограммы и дата: CFL. 30.
Считается, что картина является иллюстрацией к стихотворению немецкого поэта-романтика Людвига Уланда «Замок у моря»:

«Царя и царицу ты видел ли там?

Ты видел ли с ними их милую дочь,

Младую, как утро весеннего дня?»

«Царя и царицу я видел… Вдвоём

Безгласны, печальны сидели они;

Но милой их дочери не было там» 

(перевод с нем. В. А. Жуковского)

Однако сам Лессинг упоминал, что «он работал над картиной, не думая о балладе Уланда, а под впечатлением смерти любимой всеми в дюссельдорфском обществе молодой девушки».
Картина была заказана художнику в 1828 году, заказчиком картины выступило Берлинское художественное объединение. Как следует из авторской подписи, картина закончена в 1830 году.
Известно несколько подготовительных рисунков к картине работы разных художников — друзей Лессинга. Часть из них выполнили Э. Писториус и Т. Хильдебрандт. Предварительный рисунок головы короля исполнил гравёр Г. Людериц, причём моделью ему послужил директор Дюссельдорфской академии художеств Ф. В. фон Шадов. В собрании художественного музея Цинциннати есть два собственноручных эскизных рисунка Лессинга с изображением женской фигуры. На одном из них женщина изображена погрудно, и её рука на голове обозначена весьма условно (бумага, карандаш; 17,6 × 19,8 см, инвентарный № 1882.3278). На другом рисунке эта женщина изображена обнажённой в полный рост, но её поза и жесты полностью соответствуют картине (бумага, карандаш; 35,1 × 26,8 см; инвентарный № 1882.3279). Кроме того, в том же музее есть ещё один рисунок Лессинга, условно называемый «Голова монаха» — лицо персонажа, хоть и изображено с иного ракурса, показывает несомненное портретное сходство с женским лицом на картине (бумага, карандаш, пастель; 27,1 × 22,9 см; инвентарный № 1882.3119).
Сразу после написания Лессинг показал картину на выставке в Дюссельдорфе, а затем послал её на академическую выставку в Берлин, где полотно снискало большую популярность.
Драматург К. Л. Иммерман писал: «Лессинг, по-видимому, прекрасно умеет показывать глубоко значимое и возвышенное. Его картины и рисунки чрезвычайно серьезны. <…> В своих работах он тянется к мощным, властным сценам, к моментам титанического состояния духа. (…) Весь антураж указывает на героическое время. Это потерянный, большой мир, который отражён в этой картине». Искусствовед Г. Пюттман отмечал, что «королевские фигуры огромны и, подобно духам уединения, глубоко проникают в наш внутренний мир. <…> Серьезные, грустные королевские фигуры, в их мощных, благородных чертах виден настоящий траур. <…> Представляется, что королевская пара прощается с миром…».

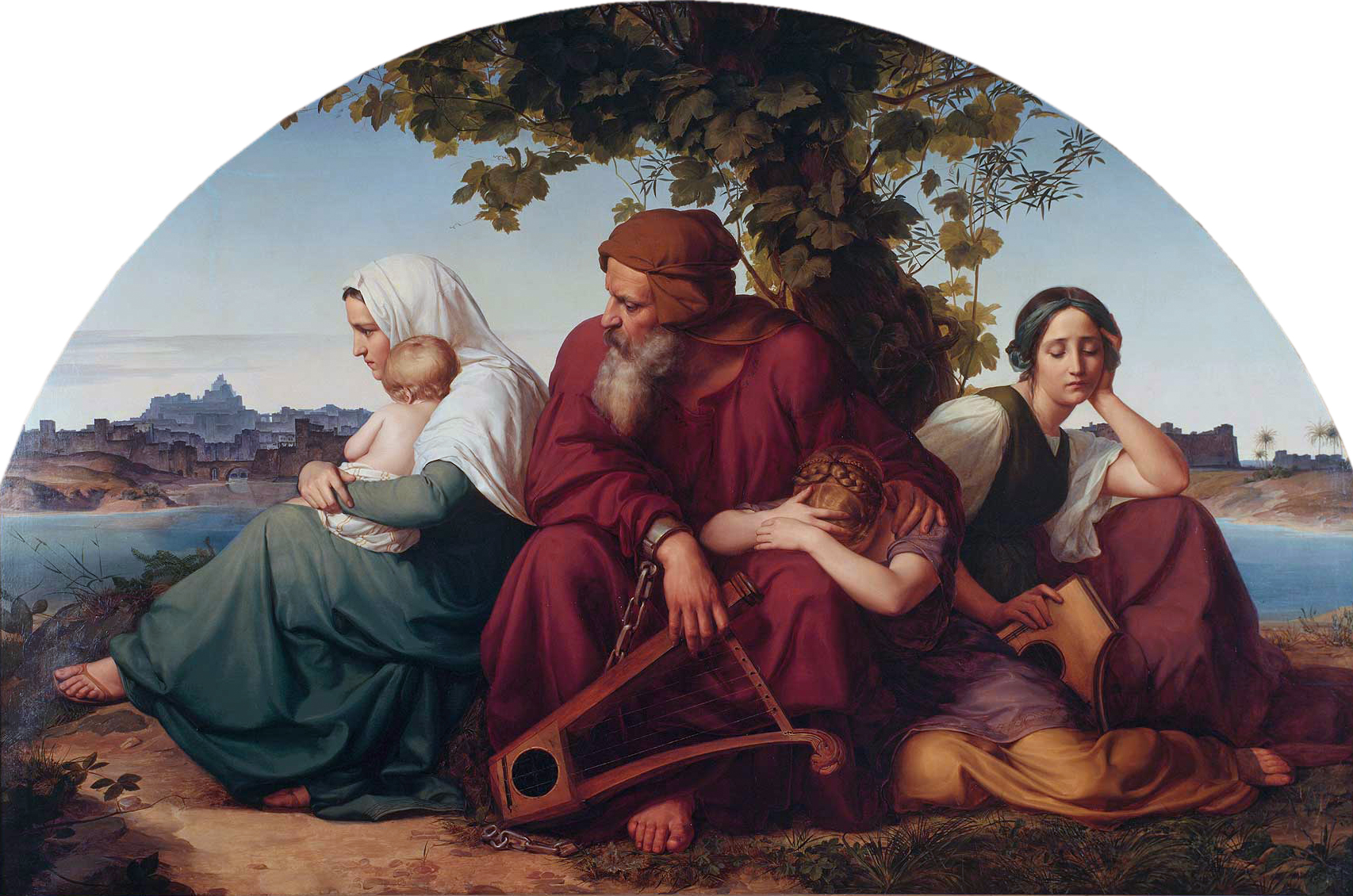
Э. Бендеман. «Евреи, скорбящие в изгнании»

Э. Бендеман в 1831—1832 годах написал картину «Евреи, скорбящие в изгнании» (холст, масло; 183 × 280 см; музей Вальраф-Рихартц в Кёльне, инвентарный № 1939) — влияние работы Лессинга в этой картине несомненно. А. Шрёдтер в 1832 году написал своеобразную пародию на картину, «Скорбящие кожевенники» (музей Штеделевского художественного института, Франкфурт-на-Майне, инвентарный № SG 239). Г. Людеритц в 1838 году снял с картины гравюру, а затем Ф. Йенцен создал литографию — обе эти работы широко разошлись в Германии. Также известна полноразмерная копия картины работы Э. Грюндлера, находящаяся в собрании Нового дворца в Потсдаме.
По окончании Берлинской академической выставки картина была разыграна в лотерею, победитель пожелал оставаться неизвестным. Вскоре картина перешла в собственность прусского кронпринца Фридриха Вильгельма, который подарил картину своей сестре, российской императрице Александре Фёдоровне. Картина хранилась в Ропшинском дворце, в 1928 году была передана в Эрмитаж. Выставляется в здании Главного штаба в зале 350.